# 試衛館

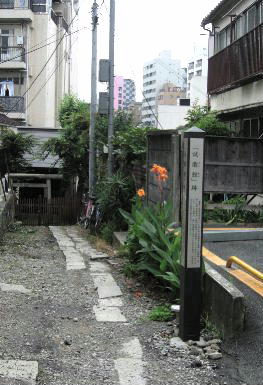
市谷柳町25番地にある試衛館跡記念柱

試衛館（しえいかん）は、江戸時代末期（幕末）に江戸市中にあった、天然理心流剣術の道場である。

## 歴史
天保10年（1839）、近藤勇の養父である天然理心流3代目近藤周助（?-1867）が創設した。
文久元年（1861）、4代目を勇（1834-1868）が継ぐが、勇の上洛により、佐藤彦五郎（1827-1902）と幕臣寺尾安次郎が留守を預かり、慶応3年（1867）まで存続した。
この道場には、既にのちの新選組の中核をなすメンバーが顔を連ねており、門弟として土方歳三、沖田総司、井上源三郎、山南敬助、食客として永倉新八、原田左之助、藤堂平助、斎藤一（『浪士文久報国記事』による。ただし、斎藤については不明な点がある）等がいたとされる。

## 名称について
名称の根拠は、小島鹿之助が1873年（明治6年）に記した『両雄士伝』の近藤周斎の割注に「構場（号試衛）江都市谷柳街…」とあるのみで、江戸時代の記録に試衛館の三文字が記述された史料はない。新選組の隊旗が「誠」であったことから、誠衛館の誤りと推測する説もある。さらに、大石学も『新選組 「最後の武士」の実像』（中公新書）中で“史料には試衛場という名称しか示されていない、試衛館の名は確認できない”としている。

## 場所をめぐる問題
試衛館は江戸市谷甲良屋敷（作事奉行配下・幕府大棟梁の甲良氏の所領。現在の東京都新宿区市谷柳町25番地）にあり、近藤家の住居も兼ねていた。『佐藤彦五郎日記』の万延元年（1860）の項には、同所において練兵館（神道無念流剣術）と交流試合を行ったとされている。
市谷甲良屋敷は、甲良氏が幕府から拝領した土地を町人に賃貸していた賑やかな商店街であった。その商店街にあって、近藤周助の身元保証人である山田屋権兵衛の所有する蔵の裏手に試衛館があった、と山田屋の子孫である田畑家では言い伝えられている。
一説には、試衛館は現在の市谷甲良町1番地（市谷柳町のすぐ隣）にあったともされているが、同地には文政年間より明治10年代まで吉野元順という医師が代々「回春塾」という医塾を開業していたことが確認されている。
平成16年（2004）3月、東京都新宿区教育委員会が「市谷甲良屋敷＝市谷柳町25番地」という説に基づき、25番地内に記念碑を建立している。ただし、25番地内での詳細な位置は試衛館の名称と共に今後の研究課題である。

## 試衛館を舞台にした作品
小説
『新選組 試衛館の青春』 松本匡代著 - 土方歳三、沖田総司、斎藤一ら、若き日の隊士たちの青春群像を描く全40話のオムニバス短編集。
漫画
『あさぎ色の伝説』和田慎二 - 新選組を題材とした作品、未完。京都へ旅立つまでは試衛館時代のエピソードが主体となる。